# Fiord de Hardanger
El fiord de Hardanger (en noruec: Hardangerfjorden) és un fiord situat al comtat de Hordaland, Noruega, i amb una longitud de 179 quilòmetres, és el cinquè fiord més gran del món i el segon més gran de Noruega. Comença a l'oceà Atlàntic, al sud de Bergen, i penetra pel nord-est fins que troba el gran altiplà de Hardangervidda. La branca més llarga és el fiord de Sørf que s'escampa al sud prop de 50 quilòmetres del fiord principal. La seva profunditat màxima és de més de 800 m, a Norheimsund, just a la meitat del fiord. El punt més interior del fiord arriba a la ciutat d'Odda.

## Història
Al voltant del 8.000 aC la massa de la terra a escandinava va començar a expandir-se a mesura que l'enorme gel glacial s'anava fonent. Les parts més inferiors de les valls es van inundar, i es formà el que avui coneixem com el fiord de Hardanger. La vall originalment no només va ser creada amb l'erosió glacial sinó també per l'aigua que en fondre's exercia una alta pressió que va empènyer l'erosió sota el gel.
La història del fiord va lligada als vikings, als caçadors en les muntanyes circumdants i més endavant de conreadors al llarg d'aquesta àrea fèrtil que avui es considera l'horta de la fruita de Noruega. El fiord es va convertir més endavant en el lloc pioner per l'afluència del turisme a Noruega, i el 1875 Thomas Cook va començar a fer sortides setmanals des de Londres, a causa de la seva naturalesa espectacular, glaceres i cascades magnífiques. Ja més recentment, s'han aprofitat les cascades principals per a les grans indústries establertes a Odda.

## Economia
El fiord de Hardanger és avui testimoni d'un renaixement del turisme i de les noves infraestructures per als viatgers que l'han convertit en una nova indústria per a les comunitats locals al llarg del fiord. El fiord contemporani es divideix entre els 13 municipis Bømlo, Eidfjord, Etne, Granvin, Jondal, Kvam, Kvinnherad, Odda, Sund, Sveio, Tysnes, Ullensvang i Ulvik. El nombre total d'habitants sumant tots aquests municipis és de 70.000 en una àrea total de 8.471 km².

## Galeria de fotos

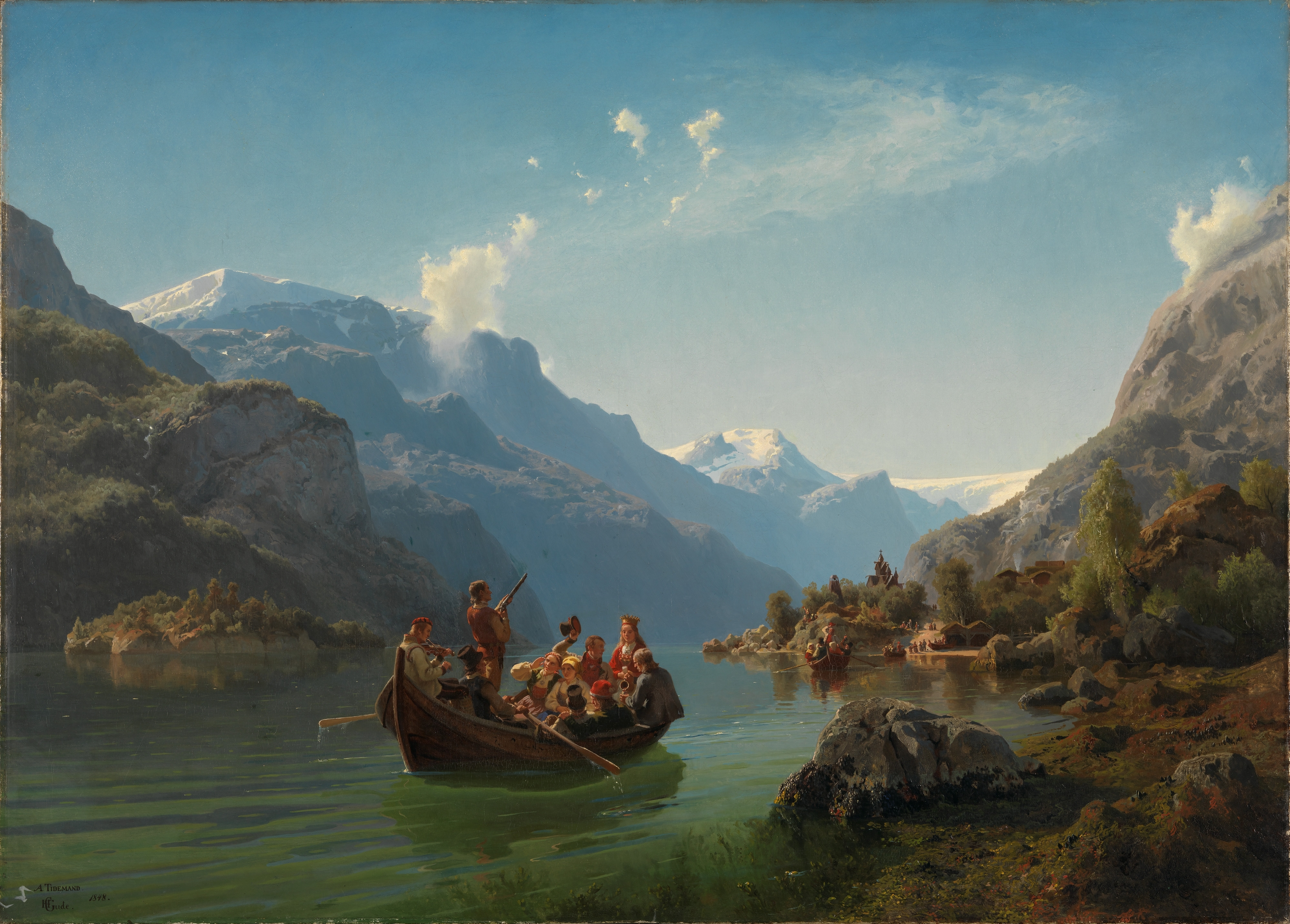
Brudeferden i Hardanger
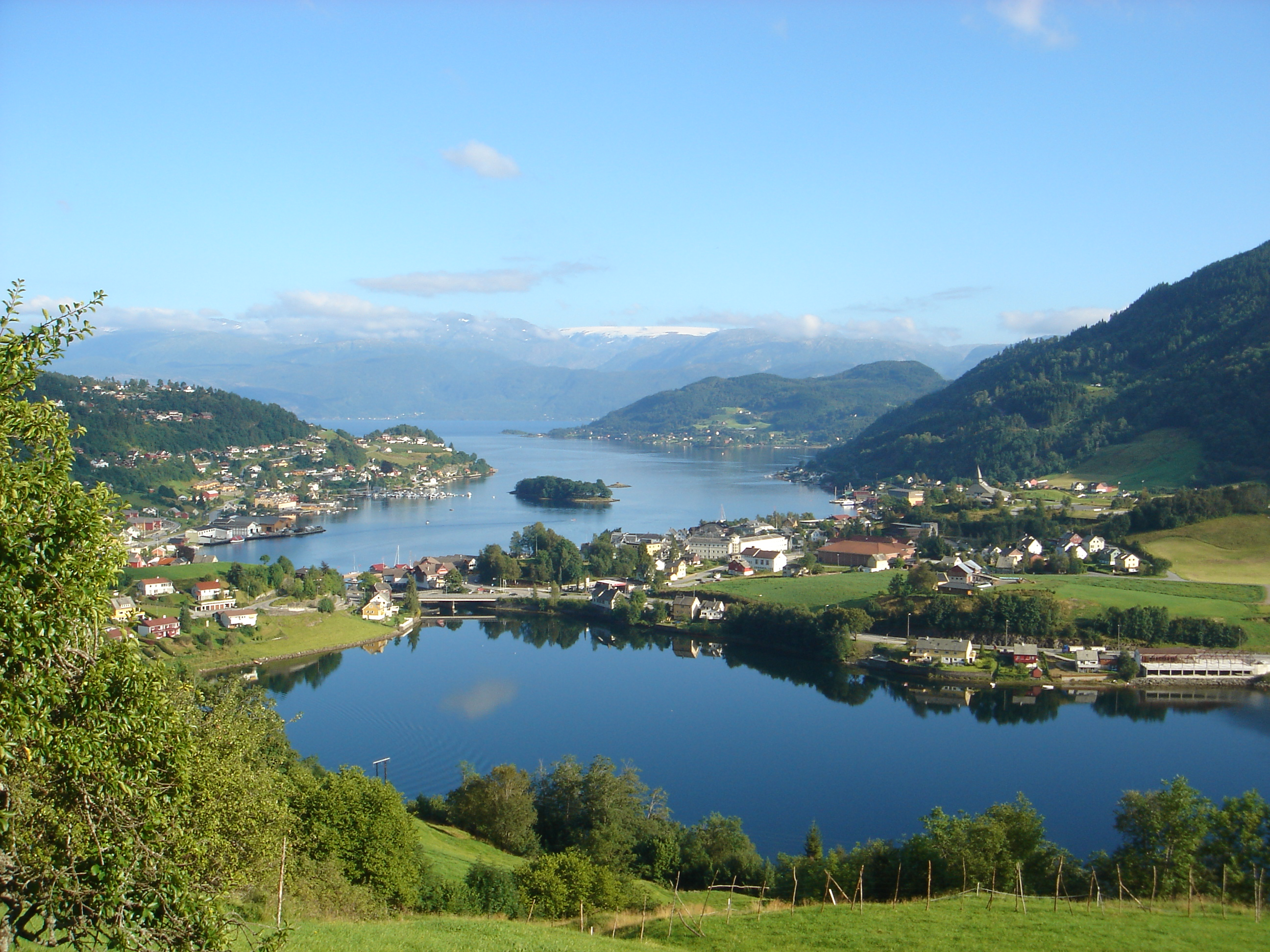
Des de Norheimsund
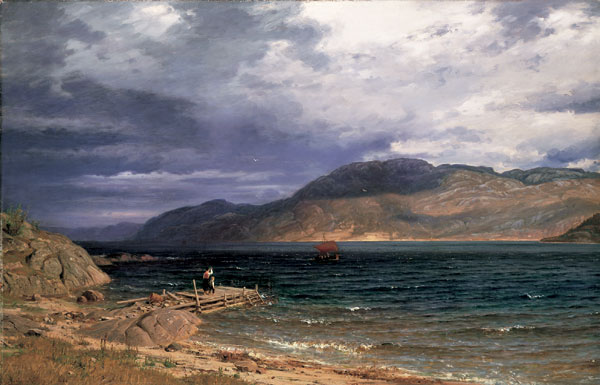
Pintura de Amaldus Nielsen
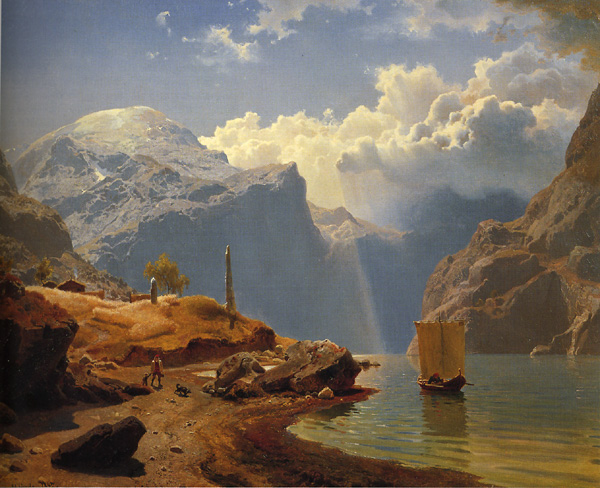
Pintura de Hans Gude
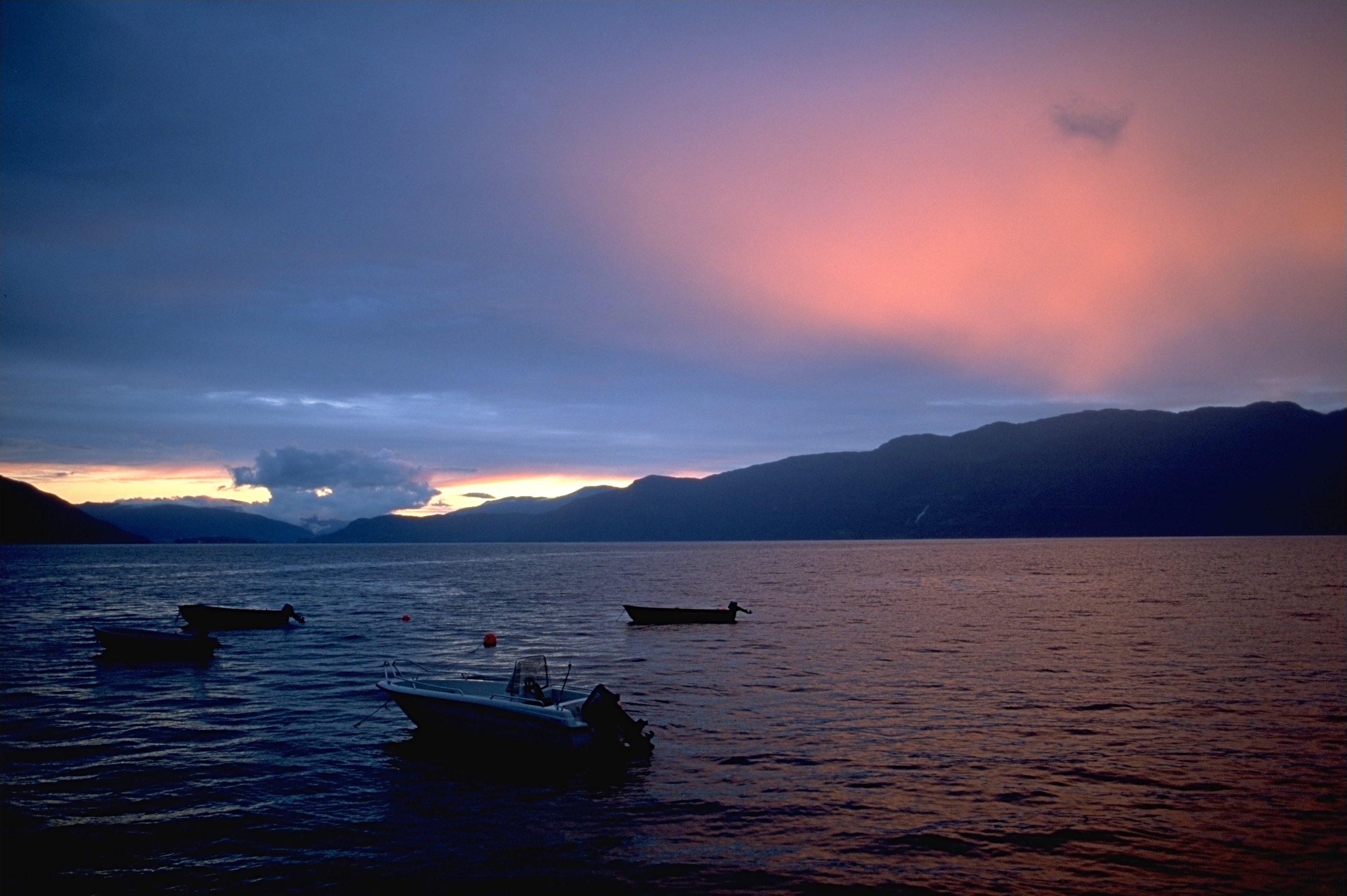
Posta de sol
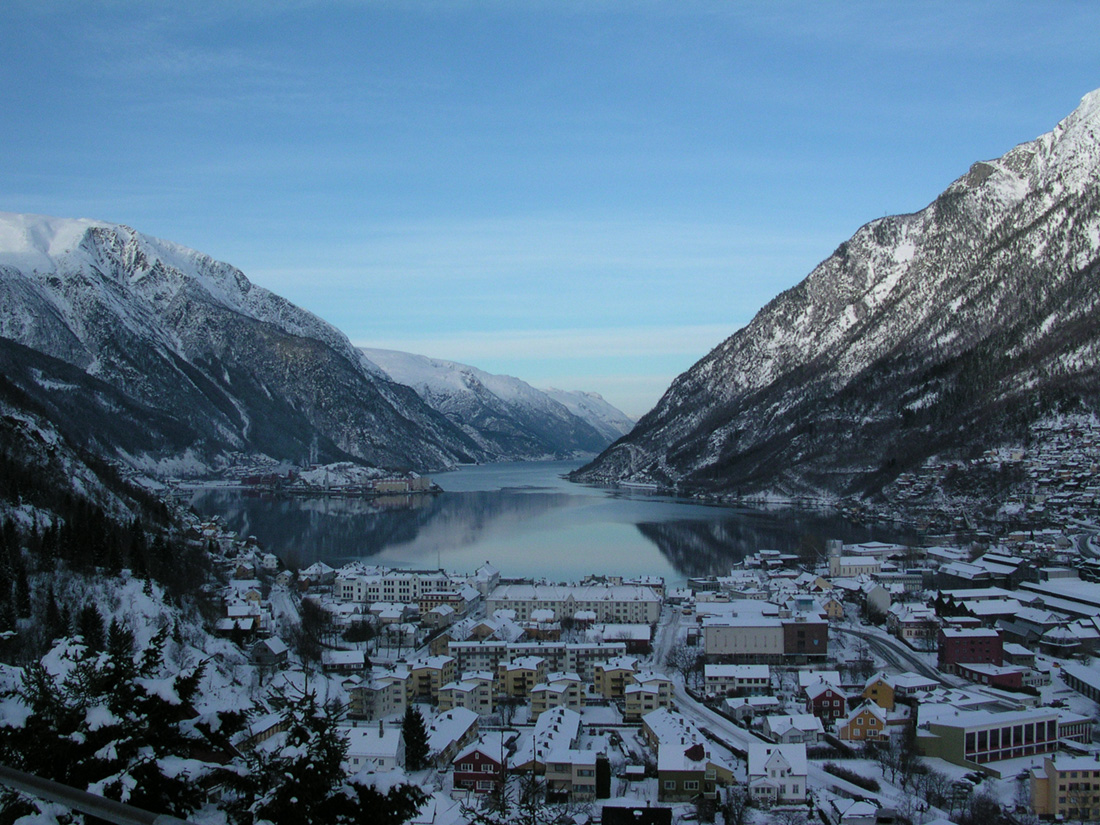
Des de Odda al febrer